# Hephaestion bullocki
Hephaestion bullocki là một loài bọ cánh cứng trong họ Cerambycidae.